# Họ Yến mào
Họ Yến mào hay họ Yến cây (danh pháp khoa học: Hemiprocnidae) là một họ chim cận chim sẻ sinh sống trên không, có họ hàng gần gũi với các loài yến thật sự. Họ này chỉ chứa 1 chi có danh pháp Hemiprocne và 4 loài. Chúng phân bố tại Ấn Độ và Đông Nam Á qua Indonesia tới New Guinea và quần đảo Solomon.

## Mô tả
Các loài yến mào là các loài yến nhỏ tới trung bình, với chiều dài nằm trong khoảng 15–30 cm. Chúng có các cánh dài, với phần lớn độ dài đến từ độ dài của các lông cánh; xương cánh thật sự của chúng trên thực tế là rất ngắn. Chúng khác các loài yến khác ở vật chất tạo ra bộ lông mềm hơn và chúng có mào hay các thứ trang trí trên mặt khác cùng chiếc đuôi chẻ dài. Về mặt giải phẫu chúng khác các loài yến thật sự ở các chi tiết của bộ xương tại hộp sọ và vòm miệng, xương cổ chân và ngón sau không thể quặp lại, được sử dụng để bám vào cành cây (một hoạt động mà yến thật sự không thể thực hiện). Yến mào trống có bộ lông phủ óng ánh nhiều màu.
Các loài yến mào có sự đa dạng về môi trường sống ưa thích. Một loài, yến mào ria, là loài sinh sống trong các cánh rừng nguyên sinh. Dễ dàng bay lượn, nó kiếm ăn gần các thảm thực vật phía dưới tán cây và chỉ ít khi mạo hiểm tiến sang các khu rừng thứ sinh, nhưng không bao giờ bay phía trên các vùng đất trống. Một loài khác ít hạn chế hơn; yến mào có thể sinh sống trong các môi trường sống như rừng ẩm thấp tới các đồng rừng lá sớm rụng, còn yến mào phao câu xám có thể sinh sống trong gần như mọi kiểu môi trường sống có thể, từ các rừng đước tới các rừng đồi. Tất cả các loài đều ăn sâu bọ, mặc dù chi tiết chính xác về kiểu loại con mồi mà chúng ưa thích vẫn chưa được nghiên cứu đầy đủ.
Trách nhiệm xây dựng tổ được chia sẻ giữa chim trống và chim mái. Chúng đẻ 1 trứng trong tổ treo trên các cành cây thưa. Màu vỏ trứng từ trắng tới xám. Có rất ít thông tin về thời gian ấp trứng, nhưng người ta cho rằng nó kéo dài hơn so với các loài yến lớn hơn. Chim non mới sinh được che phủ bằng một lớp lông tơ xám màu và được chim bố mẹ mớm mồi.

## Các loài
- Hemiprocne comata: Yến mào ria
- Hemiprocne coronata: Yến mào (trước đây coi là đồng loài với H. longipennis). H. coronata là danh pháp được Tên chim Hán-Nhật-Việt dùng cho loài tìm thấy ở Ấn Độ, tây nam Trung Quốc và Đông Nam Á đại lục (ngoại trừ Malaya).
- Hemiprocne longipennis: Yến mào phao câu xám. Danh pháp này hiện vẫn còn được Bách khoa Toàn thư Việt Nam dùng để chỉ yến mào, trong khi theo Tên chim Hán-Nhật-Việt thì H. longipennis dùng cho loài yến mào sinh sống tại các đảo của Đông Nam Á và phần phía nam của Đông Nam Á đại lục.
- Hemiprocne mystacea: Yến mào râu